# George Welch
George Welch (10. května 1918 Wilmington, Delaware – 11. října 1954) byl americký stíhací a zkušební pilot, letecké eso z druhé světové války. Za války absolvoval tři operační turnusy, odlétal 348 operačních letů a dosáhl 16 sestřelů. George Welch a Kenneth M. Taylor byli jedinými americkými stíhacími piloty, kterým se 7. prosince 1941 podařilo odstartovat na obranu proti japonským letounům útočícím na Pearl Harbor. Za tuto akci byli vyznamenání Křížem za vynikající službu, druhým nejvyšším americkým vojenským vyznamenáním. Po válce se Welch stal zkušebním pilotem továrny North American Aviation a během korejské války v Koreji školil americké piloty. V říjnu 1954 zemřel při testování stíhacího letounu F-100 Super Sabre.

## Život

### Mládí
George Welch se narodil roku 1918 jako George Lewis Schwartz. Za první světové války se rodina rozhodla převzít rodné jméno Welchovy matky, neboť se obávala protiněmeckých resentimentů. Po střední škole Welch v letech 1936–1939 studoval strojírenství na Purdueově univerzitě v Indianě.

### Druhá světová válka

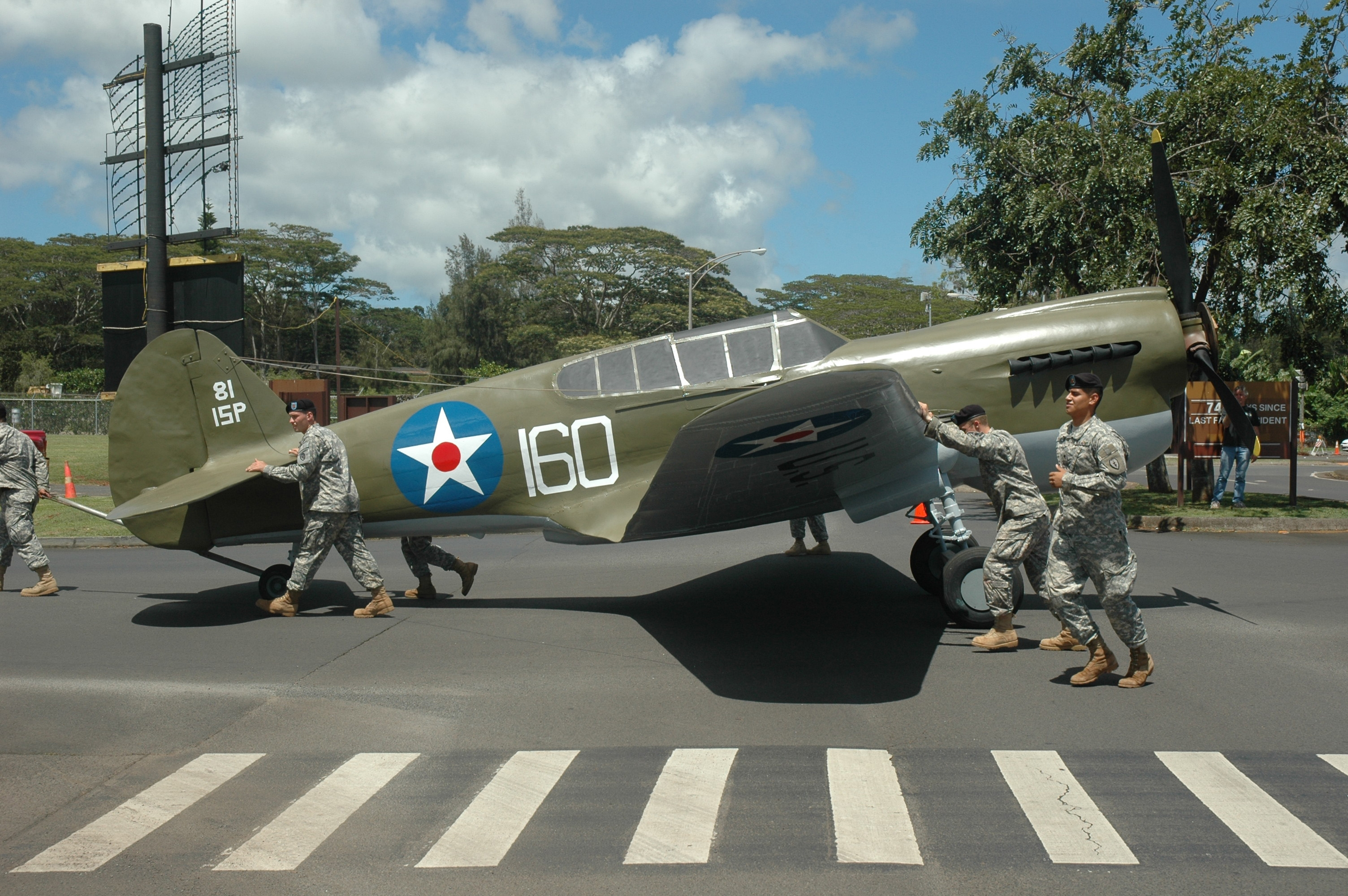
Replika Welchova letounu P-40B Tomahawk

K americkému armádnímu letectvu Welch nastoupil roku 1939. Letecký výcvik absolvoval základně Kelly Field v Texasu. Dne 4. října 1940 byl vyřazen v hodnosti podporučíka. Jeho první jednotkou se stala 20. stíhací skupina. V únoru 1941 byl přeložen ke 47. stíhací peruti 15. stíhací skupiny, vyzbrojené typem P-40B Tomahawk a sídlící na letišti Wheeler Field na havajském ostrově Oahu. Právě zde Welche zastihl japonský útok na Pearl Harbor.
Noc na 7. prosince 1941 strávili Welch a jeho kamarád Kenneth M. Taylor na večírku ve Waikiki a hraním pokeru. Když brzy ráno začal japonský útok, Welch zavolal na záložní letiště Haleiwa, aby pro něj a Taylora ke startu připravili dva Tomahawky. Navzdory útokům japonských letadel se jim podařilo na letiště dojet, odstartovat a následně provést ještě druhý bojový let. Welchovi byl uznán sestřel tří střemhlavých bombardérů Aiči D3A a jedné stíhačky Micubiši A6M2 Zero, což bylo ten den mezi Američany nejvíce. Generál Henry H. Arnold za tuto akci Welche a Taylora navrhl na nejvyšší americké vojenské vyznamenání Medaile cti. Jejich nadřízený však nominaci nepodpořil, neboť piloti vzlétli bez rozkazu. Obdrželi ale druhé nejvyšší vyznamenání Kříž za vynikající službu.

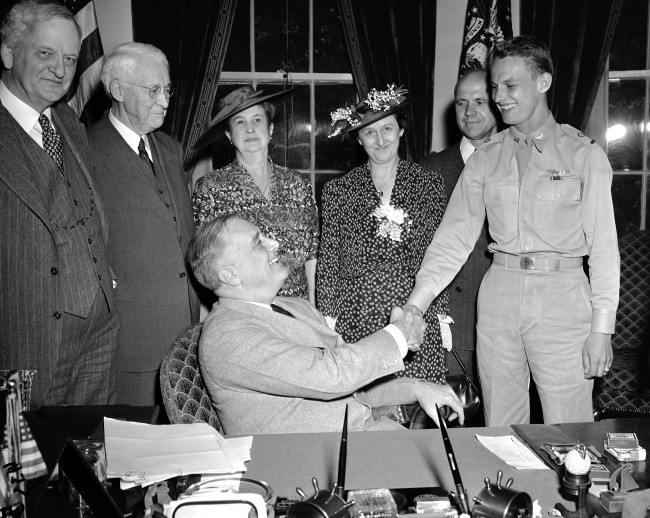
Welchovo setkání s prezidentem Rooseveltem v Bílém domě dne 25. května 1942. V pozadí zleva neznámý člověk, senátor za Delaware James H. Hughes s manželkou, Welchova matka s otčímem.

Welchovi se po Pearl Harboru dostalo značné publicity a absolvoval propagační turné po Spojených státech. Jako první americký důstojník byl vyobrazen na obalu cereálií značky Wheaties (tento výrobek společnosti General Mills měl obvykle na obalu úspěšné atlety), díky čemuž získal přezdívku „Wheaties“.
Po několika měsících byl nadporučík Welch převelen na Novou Guineu k 36. stíhací peruti 8. stíhací skupiny, která byla vyzbrojena nepříliš výkonnými stíhačkami P-39 Airacobra. Jednotka tehdy operovala ze základny Milne Bay, většinou doprovázela transportní letouny a prováděla útoky na pozemní cíle. Na první výročí přepadení Pearl Harboru 16 Airacober provedlo přepad japonské letecké základny Buna. Welch vedl čtyřčlenný stíhací roj a během tohoto letu sestřelil dva střemhlavé bombardéry Aiči D3A a jednu stíhačku A6M2 Zero. Stal se jedním z pouhých dvou amerických pilotů Airacober, který během jednoho letu dosáhl tří sestřelů. Na konci února 1943 byla jednotka stažena do Austrálie.
Georg Welch byl povýšen na kapitána a od září 1943 létal u 80. stíhací perutě vyzbrojené dvoumotorovými stíhačkami P-38 Lightning. Prvního úspěchu na P-38 Welch dosáhl 21. června 1943, kdy nad Lae sestřelil dvě Zera jistě a nad Samalauou jedno další pravděpodobně. Dne 16. srpna 1943 navíc nad Wewakem sestřelil tři moderní stíhačky Ki-61. Poslední úspěšnou bojovou misi Welch absolvoval 2. září 1943, kdy nad Wewakem sestřelil tři Zera a později nad Madangem ještě dvoumotorový průzkumný letoun Ki-46. V polovině září 1943 skončil jeho třetí operační turnus a mohl se vrátit do USA.
Welch za války absolvoval tři operační turnusy, 348 operačních letů a dosáhl 16 potvrzených sestřelů. Vojenskou službu zakončil roku 1944 v hodnosti majora, přičemž svou sbírku vyznamenání doplnil o Stříbrnou hvězdu a tři Záslužné letecké kříže.
Ke konci své vojenské služby Welch trpěl malárií. Během léčby v Austrálii potkal svou budoucí manželku Janette Alice Williams, se kterou se usadili v Brentwoodu v Kalifornii a roku 1947 se jim narodil syn Giles.

### Zkušební pilot

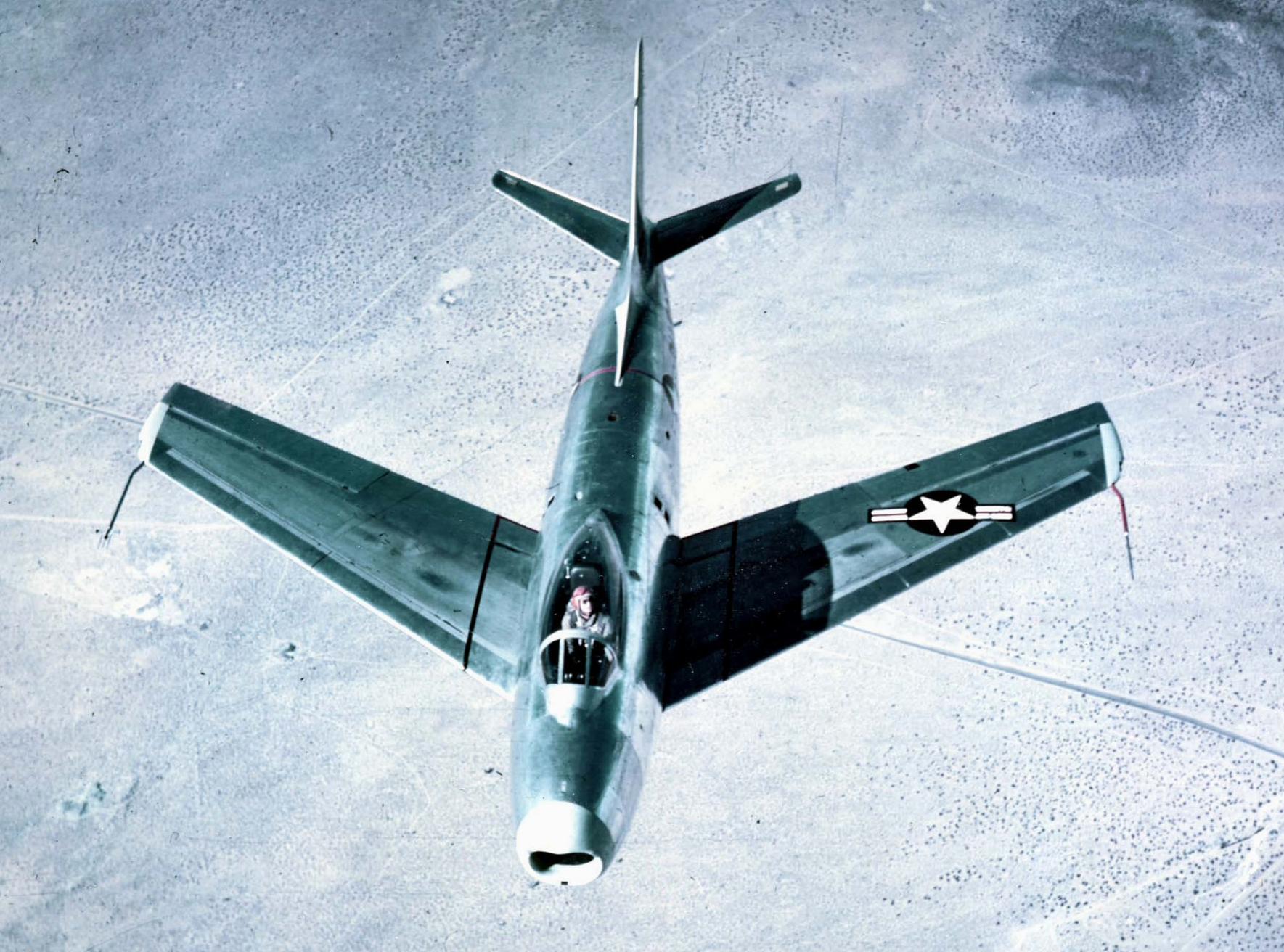
George Welch ve své typické oranžové helmě v kokpitu prvního prototypu North American XP-86 Sabre

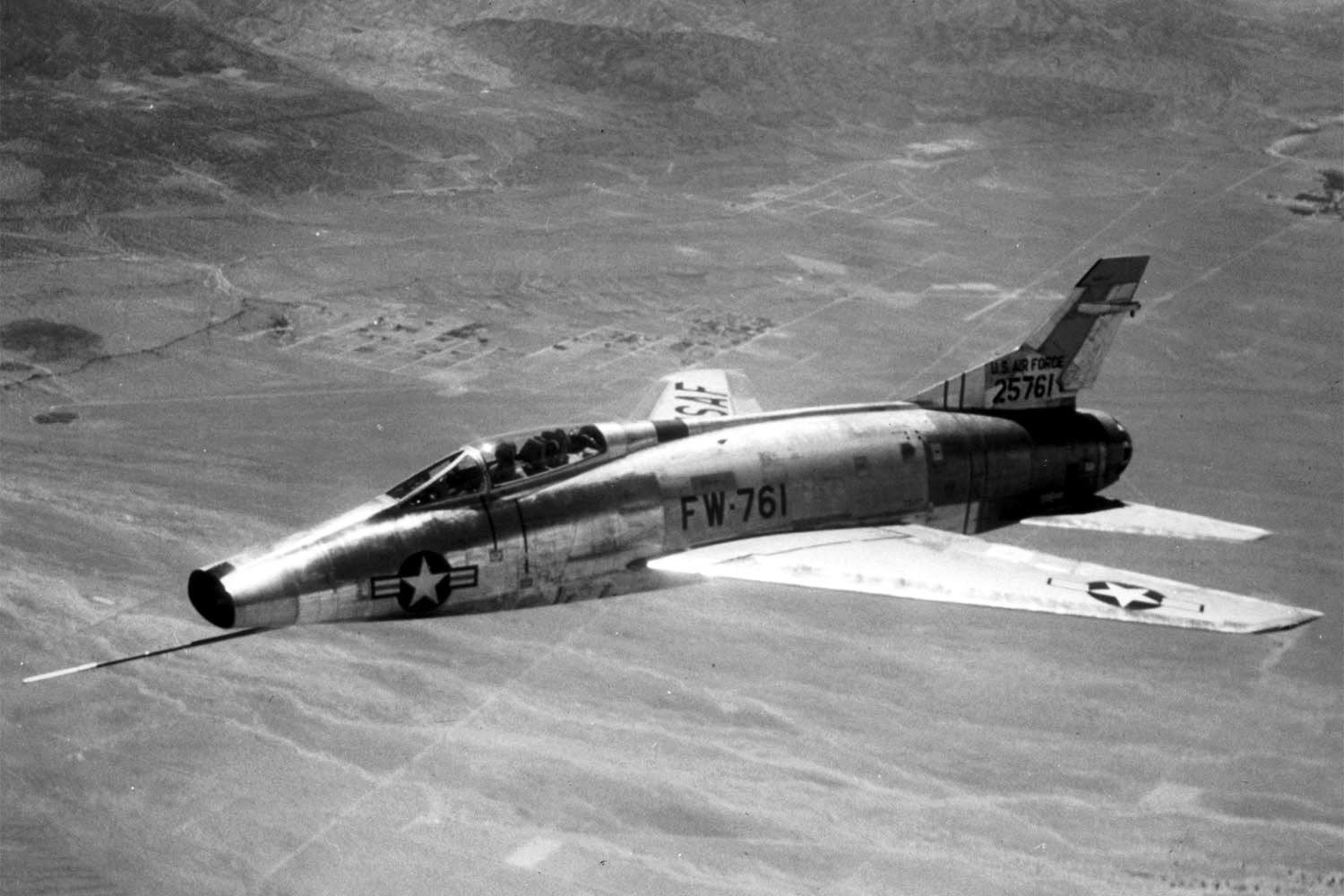
North American F-100A-1-NA Super Sabre (sériové číslo 52-5761). Za pozornost stojí malá svislá ocasní plocha, která musela být po nehodě výrazně zvětšena.

Na jaře 1944 se Welch (na doporučení generála Arnolda) stal zkušebním šéfpilotem společnosti North American Aviation. Zalétával prototypy typů P-82 Twin Mustang, FJ-1 Fury a F-86 Sabre. Dne 1. října 1947 provedl první let prototypu XP-86 Sabre. Dle některých pramenů mohl Welch při tomto a následujícím letu překonat (ve střemhlavém letu) zvukovou bariéru, žádná oficiální měření ale provedena nebyla. Během korejské války byl Welch společností North American vyslán do Koreje, kde vyhodnocoval zkušenosti z nasazení F-86 Sabre a jako instruktor školil piloty plně využívat jeho potenciálu. Často se uvádí, že Welch během instruktážních letů na F-86 sestřelil několik čínských MiGů-15. Oficiální záznamy o tom ale neexistují.
Dne 25. května 1953 Welch provedl první let prvního prototypu nového stíhacího letounu F-100 Super Sabre. Hned při prvním letu na F-100 Welch dosáhl rychlosti zvuku. Stal se tak prvním člověkem, který překonal rychlost zvuku v proudovém letounu ve vodorovném letu (zcela prvním byl Chuck Yeager v raketovém letounu Bell X-1). Dne 6. července 1953 dosáhl na předsériovém letounu YF-100A při střemhlavém letu rychlosti 1,44 Machu. Dne 29. října 1953 Welch zalétal první sériový stroj F-100A (52-5756). Na sériových F-100A byly provedeny některé úpravy, zejména byla výrazně snížena svislá ocasní plocha, což způsobovalo problémy se stabilitou.
Dne 12. října 1954 Welch odstartoval s devátou sériovou stíhačkou F-100A-1-NA Super Sabre (sériové číslo 52-5764), aby otestoval její výkonové limity. Když provedl plánovaný výkrut při přetížení 7,3 G a v rychlosti 1,55 Machu, ztratil nad letounem kontrolu a ten se ve vzduchu rozpadl. Jeho příď se ulomila, Welch se katapultoval, ale ve vysoké rychlosti se mu správně neotevřel padák. Po dopadu na zem byl Welch nalezen stále živ a připoután ve vystřelovací sedačce. Zemřel brzy poté ve vrtulníku, který jej přepravoval do nemocnice.
Jednalo se o jednu z řady nehod způsobených tehdy neznámým aerodynamickým jevem (Inertial Roll Couplig), který způsoboval náhlou nestabilitu letounů ve vysokých rychlostech. F-100 v této souvislosti postihla celá řada nehod. IRC stál život také zkušebního pilota Mela Apta, jehož experimentální Bell X-2 se rozpadl v rychlosti 3,2 Machu. Jen těsně smrti unikl Chuck Yeager, který ztratil vládu nad svým letounem Bell X-1B při rychlosti 2,4 Machu. Velké potíže měl také zkušební letoun Douglas X-3. Zdrojem problémů se nakonec ukázalo nevhodné rozložení hmoty letounu, kdy množství hmoty v křídlech a ovládacích plochách nebylo dostatečné k poměru hmoty trupu. Se vzrůstající rychlostí se zvyšuje i hybnost letounu a sebemenší výchylka se stává obrovskou pákou se středem v těžišti letounu. Ke zvládnutí těchto momentů se musí užít odpovídající síla na ocasních plochách (plovoucí výškovka, elevony, kachní plošky, vortex generátor, kýlová plocha), což si vynutilo překonstruování těchto částí u řady letadel, včetně F-100 Super Sabre (mimo jiné byla výrazně zvětšena ocasní plocha a rozšířeny konce křídel).
George Welch byl pohřben na Arlingtonském národním hřbitově ve Washingtonu (sekce 6, místo 8578-D).

## Vyznamenání[1]
- Kříž za vynikající službu (Distinguished Service Cross, DSC)
- Stříbrná hvězda (Silver star)
- 3× Záslužný letecký kříž (Distinguished Flying Cross, DFC)

## Výskyt v kultuře
Stíhací mise George Welche a Kennetha Taylora byla zobrazena ve filmech Pearl Harbor z roku 2001 a Tora! Tora! Tora! z roku 1970.